# João Pinto Ribeiro
João Pinto Ribeiro (Lisboa, 1590 – Lisboa, 10 de Agosto de 1649) foi um célebre conjurado da revolução de 1 de Dezembro de 1640.

## Biografia
Formou-se na Universidade de Coimbra (1607–1617) com o grau de bacharel em Direito Canónico. Foi Juiz de fora das Vilas de Pinhel e Ponte de Lima; Administrador dos negócios da Casa de Bragança em Lisboa; agente da aclamação de D. João IV de Portugal; cavaleiro da Ordem de Cristo; 20.° guarda-Mor da Torre do Tombo de 1644 a 1649; e desembargador do Paço.
Foi um importante pilar da conspiração dos Quarenta Conjurados, pelas ligações que tinha com a casa dos Duques de Bragança e pela sua iniciativa e empenho na Restauração da Independência de Portugal. Terá mesmo sido ele que, perante as hesitações do Duque de Bragança, D. João, incentivou a que se prosseguisse com a conspiração.
Foi enviado como embaixador à Corte de Roma do Papa Inocêncio XI.
Deixou um vasto número de obras publicadas.
Em 1972 a Câmara Municipal de Lisboa homenageou o jurisconsulto dando o seu nome a um troço da Estrada da Circunvalação entre os concelhos de Loures e Lisboa, até então conhecido como Avenida de ligação de Moscavide a Beirolas, servindo de fronteira entre as freguesias de Moscavide e Santa Maria dos Olivais.

## Origens familiares

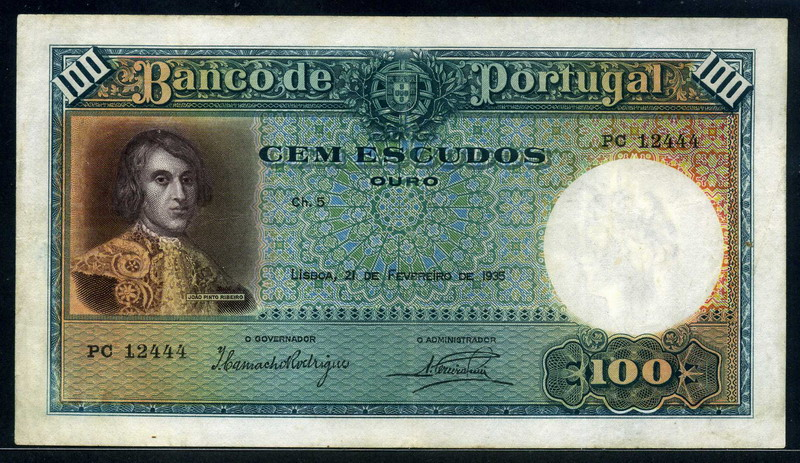
Nota de Cem Escudos de 1935, João Pinto Ribeiro

Busto em Celorico de Basto

Foi impressa uma nota de 100$00, Chapa 5, com a sua efígie.
Nasceu no começo da última década do século XVI, em Lisboa.
Era filho de Manuel Pinto Ribeiro, natural de Amarante, que ainda jovem partiu para Lisboa tendo regressado à sua terra, no lugar de Frariz, na freguesia de Lufrei, em 1610 e onde viveu até 1646; e de Helena Gomes da Silva, natural da Lixa.
Foi casado com D. Maria da Fonseca ou de Almeida, "que se achava no estado de viuvez e com filhos do seu primeiro marido".
Morreu, em 10 ou 11 de Agosto de 1649, sem descendência.
Teve uma irmã, Francisca Ribeira da Silva, casada com Manuel de Sousa Pereira ou de Sepúlveda, senhor da quinta de Crasto, na freguesia de Gatão, que então pertencia ao Concelho de Celorico de Basto.
Deste casamento, teve um sobrinho, o capitão António Pinto de Sousa, que viveu no concelho de Celorico de Basto. Tanto na quinta da Refontoura, em Gémeos, e depois numa propriedade de sua mãe, a quinta de Santo Andou, em Arnoia.
Questiona-se se esta é a verdadeira ligação de João Pinto Ribeiro às terras e gentes de Celorico de Basto, onde tem um seu busto colocado no jardim público em frente ao antigo edifício da Câmara Municipal.